# Tatort: Der vergessene Mord
Der vergessene Mord ist ein österreichischer Fernsehkrimi von und mit Fritz Eckhardt aus dem Jahr 1977, Regie führte Peter Patzak. Er entstand als 79. Folge der Kriminalreihe Tatort und war der siebte Tatort-Fall für Marek. Marek hat es diesmal mit dem Mord an einem Großgrundbesitzer und einem alten Vermisstenfall zu tun.

## Handlung
Nach einem Abendessen in seiner Villa vertraut der Großgrundbesitzer Rositz seinem Freund, den Hofrat Neloda, an, dass er erpresst wird, Unbekannte wollen 2 Mio. Schilling von ihm oder ihn andernfalls umbringen, die beiden Erpresserschreiben hat er allerdings vernichtet. Hofrat Neloda beauftragt am nächsten Tag Oberinspektor Marek, sich im Umfeld seines Freundes umzusehen. Mit der Zustimmung Rositz‘ nimmt Marek die Angestellten des Großgrundbesitzers unter die Lupe. Der Chauffeur Kompert übt sich morgens im Pistolenschießen. Die Köchin, die gerade entlassen wurde, hat kürzlich einen Unbekannten auf dem Grundstück ertappt, der behauptet hatte, sich in der Hausnummer geirrt zu haben.
Am Abend vernimmt Marek seinen alten Spezi Karl Swoboda, als er von Frau Rositz den Anruf erhält, dass diese ihren Mann gerade tot aufgefunden hat. Helmuth Kompert sagt aus, dass er seinen Chef am Abend gesehen habe. Er habe Frau Rositz und Helge Langendorff, einen Freund des Hauses, von der Oper abholen sollen, zuvor habe er allerdings einen kleinen Unfall mit dem Wagen seines Chefs gehabt, zur Tatzeit habe er auf die Funkstreife gewartet. Marek konfrontiert Swoboda am nächsten Morgen damit, dass die Beschreibung von Rositz‘ Köchin auf ihn als den unbekannten Eindringling passt, zudem sei er zur Tatzeit in der Nähe des Tatorts aufgegriffen worden, doch Swoboda bestreitet jedwede Verwicklung in den Fall.
Marek erfährt von einem Versicherungsdirektor, dass Rositz eine Lebensversicherung zugunsten seiner Frau abgeschlossen hatte und er vier Tage nach der Frist, ab der die Versicherungssumme in Höhe von drei Millionen Schilling an seine Frau im Sterbensfalle fällig werden würde, ermordet wurde. Marek sucht die ehemalige Arbeitsstelle von Kompert auf. Dessen ehemaliger Kollege Musil sagt aus, dass Kompert dort entlassen worden war, nachdem er sich einen Lieferwagen ohne Wissen der Firma genommen und damit einen Unfall verursacht hatte. Anschließend sucht Marek Beutelmoser auf, den damaligen Unfallgegner, dieser sagt aus, dass der LKW mit einer großen Kiste beladen gewesen sei und Kompert die Polizei aus dem Unfall heraushalten wollte. Kompert habe nach dem Unfall auf einer Brücke längere Zeit gehalten. Der Hausmeister von Komperts Haus sagt aus, dass Kompert etwas mit einer Minderjährigen aus Bayern gehabt habe, die mit einer großen Bargeldsumme plötzlich verschwunden sei. Kompert sei großzügig, so habe er ihm 100 Schilling gegeben, als er ihm geholfen habe eine alte Eistruhe auf einen Wagen zu verladen.
Wirz und Berntner vernehmen erneut Swoboda, weil in der Nähe der Stelle, an der er in Rositz‘ Mordnacht gesehen wurde, eine weitere Leiche, die des alten Goshappels, gefunden wurde, doch gibt Swoboda sich weiterhin unwissend. Bis auf das Dienstmädchen haben alle aus Rositz‘ Umfeld für die Tatzeit ein Alibi. Allerdings ergibt eine Untersuchung von Komperts Umfeld, dass seine junge bayrische Freundin, eine Tochter aus reichem Hause, seit über einem Jahr vermisst wird, Kompert hatte die Abgängigkeitsanzeige kurz vor seinem Autounfall gestellt, Marek erinnert sich daran, was der Hausmeister ihm erzählt hatte.
Swoboda wird kurz darauf auf offener Straße erschossen. Marek findet in der Donau, an der Stelle, an der Kompert seinerzeit mit dem LKW auf der Brücke gehalten hatte, einen alten Eisschrank. In diesem befindet sich die Leiche des jungen bayrischen Mädchens.
Anschließend nimmt er Frau Rositz und Kompert fest. Frau Rositz gibt schließlich zu, dass sie und Kompert aufgrund von dessen Idee die Erpressungsbriefe geschrieben haben und er Rositz schließlich ermordet habe. Kompert beschuldigt seinerseits Frau Rositz, doch da Rositz’ Leiche zwischenzeitlich in einem Eisschrank deponiert worden war und somit die Parallele zu Komperts erstem Mord klar wird, wird er schließlich als Doppelmörder verurteilt, während sie nur wegen Beihilfe verurteilt wird.

## Einschaltquote und Hintergrund
Der vergessene Mord erreichte bei seiner Erstausstrahlung eine Einschaltquote von 41,0 %.
Der vergessene Mord war der siebte Tatort-Fall um Oberinspektor Marek. Fritz Eckhardt fungierte nicht nur als Hauptdarsteller, sondern schrieb auch das Drehbuch. Der spätere Wiener Tatort-Kommissar Becker (Klaus Wildbolz) hat hier seinen ersten Tatort-Auftritt.

## Kritik
TV Spielfilm bewertete den Film positiv und kommentierte: „Krimi mit Schmäh und unerschrockenem Humor“.